# Joe Pantoliano

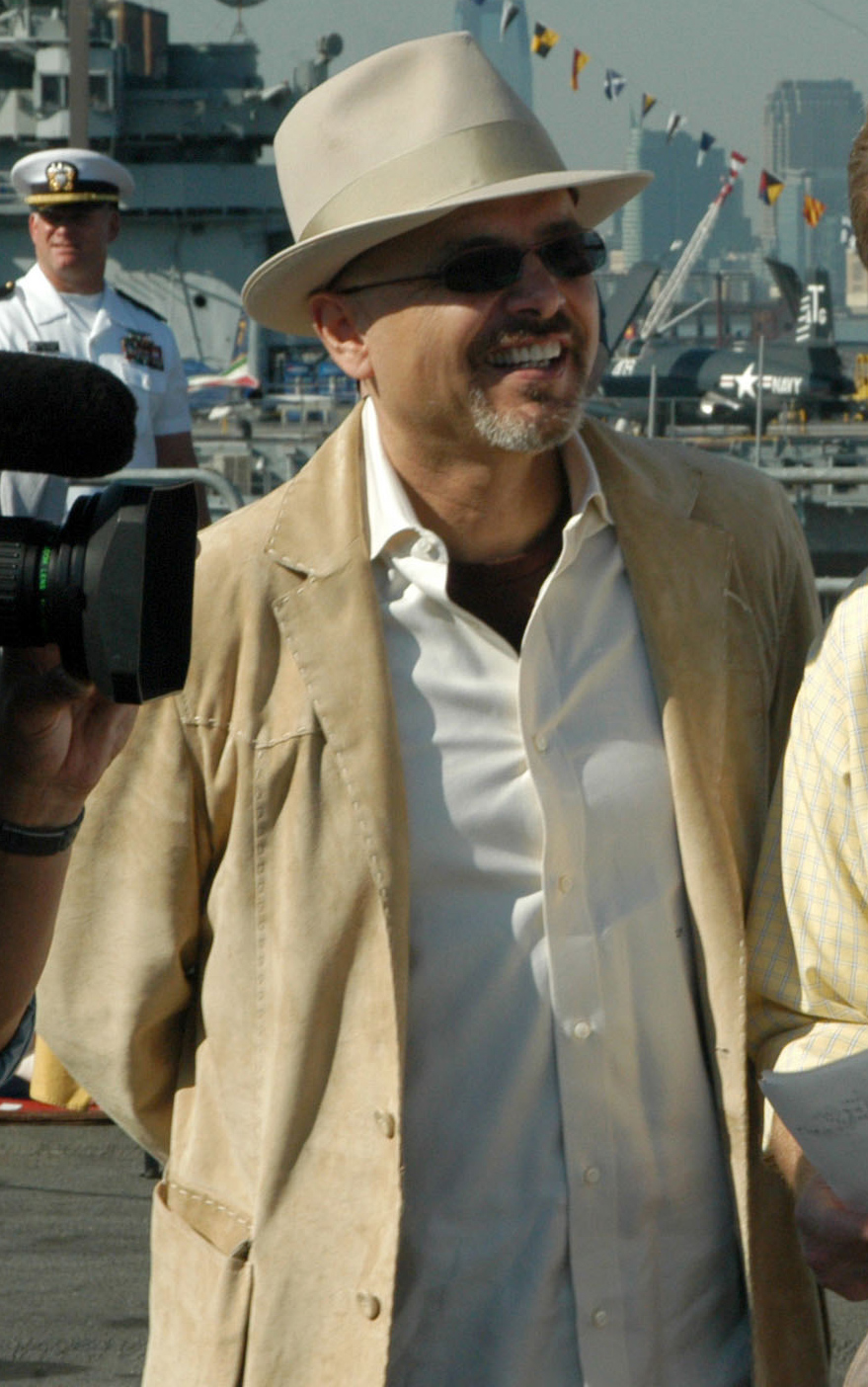
Joe Pantoliano (2005)

Joe Pantoliano (* 12. September 1951 in Hoboken, New Jersey) ist ein US-amerikanischer Schauspieler.

## Leben und Karriere
Pantoliano wurde geboren als Kind seiner in erster Generation aus Italien in die Vereinigten Staaten eingewanderten Eltern Mary, einer Buchmacherin und Schneiderin, und Dominic „Monk“ Pantoliano, einem Leichenwagenfahrer und Fabrikarbeiter.
Seine Karriere als Schauspieler begann Joe Pantoliano Mitte der 1970er Jahre mit kleinen Rollen in verschiedenen Kino- und Fernsehproduktionen. Eine seiner  ersten wichtigen Rollen spielte er 1980 im Filmdrama Alle meine Stars. Zu Beginn der 1980er Jahre war er vor allem als Gaststar in verschiedenen Fernsehserien zu sehen. So spielte Pantoliano etwa in zwei Episoden von Hart aber herzlich mit. Seinen Bekanntheitsgrad steigerte er mit seinen Rollen als Zuhälter Guido in der Komödie Lockere Geschäfte (1983) neben Tom Cruise und als krimineller Gangster Fratelli in dem Abenteuerfilm Die Goonies (1985).
Danach folgten überwiegend Auftritte in Filmproduktionen, darunter als Eddie Moscone in Midnight Run – Fünf Tage bis Mitternacht (1988), als Deputy Marshal Cosmo Renfro in Auf der Flucht (1993), als Mafioso Caesar in Bound – Gefesselt (1996), als Cypher in Matrix (1999) und als Polizist John Edward „Teddy“ Gammel in Memento (2000). Trotz dieser Entwicklung blieb Pantoliano auch dem Fernsehen treu und übernahm von 2000 bis 2004 eine wiederkehrende Rolle in der Mafia-Serie Die Sopranos. 2003 bekam er für diese Rolle einen Emmy Award. 
Im Jahr 2003 gab er sein Debüt als Regisseur und inszenierte den Film Just Like Mona. Zudem betätigt er sich seit Mitte der 1990er Jahre auch als Filmproduzent. 
Die Rolle des Captain C. Howard in Bad Boys – Harte Jungs und dessen Fortsetzungen steigerte abermals seine internationale Bekanntheit. 

### Persönliches
Pantoliano war in den Jahren 1979 bis 1985 mit der Schauspielerin Morgan Kester verheiratet, mit der er drei Kinder hat. Im Jahr 1994 heiratete er die Make-up-Expertin Nancy Sheppard, mit der er ein weiteres Kind hat. 

#### Soziales Engagement
Er ist Gründer der Wohltätigkeitsorganisation No Kidding? Me Too!, die sich für die Akzeptanz für Menschen mit Geisteskrankheiten einsetzt.

## Filmografie (Auswahl)
- 1973: Road Movie
- 1974: Bei mir liegst du richtig (For Pete’s Sake)
- 1978: Die Liebe geht seltsame Wege (More Than Friends, Fernsehfilm)
- 1979: Verdammt in alle Ewigkeit (From Here to Eternity; Fernseh-Miniserie, 3 Folgen)
- 1980: Alle meine Stars (The Idolmaker)
- 1981/1984: Hart aber herzlich (Hart to Hart; Fernsehserie, 2 Folgen)
- 1982: Monsignor
- 1983: Eddie and the Cruisers
- 1983: Lockere Geschäfte (Risky Business)
- 1983: Hardcastle & McCormick (Fernsehserie, Folge 1x04)
- 1984: Polizeirevier Hill Street (Hill Street Blues; Fernsehserie, 2 Folgen)
- 1985: Das mörderische Paradies (The Mean Season)
- 1985: Die Goonies (The Goonies)
- 1986: Diese zwei sind nicht zu fassen (Running Scared)
- 1987: Das Doppelspiel (The Squeeze)
- 1987: La Bamba
- 1987: Das Reich der Sonne (Empire of the Sun)
- 1988: Midnight Run – Fünf Tage bis Mitternacht (Midnight Run)
- 1988: Dance Party (The In Crowd)
- 1989: Operation Nightbreaker (Nightbreaker)
- 1990: Blue Heat – Einsame Zeit für Helden (The Last of the Finest)
- 1990: Short Time – Nichts als Ärger mit dem Kamikaze-Cop (Short Time)
- 1990: Downtown
- 1990–1991: The Fanelli Boys (Fernsehserie, 19 Folgen)
- 1991: Zandalee – Das sechste Gebot (Zandalee)
- 1992: Die Herbstzeitlosen (Used People)
- 1993: Auf der Flucht (The Fugitive)
- 1993: Mein Freund, der Entführer (Me and the Kid)
- 1994: Juniors freier Tag (Baby’s Day Out)
- 1995: Bad Boys – Harte Jungs (Bad Boys)
- 1995: Congo
- 1995: Die Frau, die zuviel wußte (The Flight of the Dove)
- 1996: Bound – Gefesselt (Bound)
- 1997: Showdown (Top of the World)
- 1997: Hate – Haß (Natural Enemy)
- 1997: Countdown Las Vegas (Top of the World)
- 1998: Auf der Jagd (U.S. Marshals)
- 1999: Matrix (The Matrix)
- 1999: Taxman – Der Steuerfahnder von Brooklyn (Taxman)
- 2000: Memento
- 2000: Ready to Rumble
- 2001–2004: Die Sopranos (The Sopranos; Fernsehserie, 23 Folgen)
- 2002: Pluto Nash – Im Kampf gegen die Mondmafia (The Adventures of Pluto Nash)
- 2003: Daredevil
- 2003: Bad Boys II
- 2004: Das perfekte Paar (Perfect Opposites)
- 2005: Dirty Movie (The Moguls, The Amateurs)
- 2005: Im Rennstall ist das Zebra los (Racing Stripes, nur Stimme)
- 2006: Blind Wedding – Hilfe, sie hat ja gesagt (Wedding Daze)
- 2006: Unknown
- 2006: Aus tiefster Seele (Canvas)
- 2009: Deadly Impact
- 2010: Percy Jackson – Diebe im Olymp (Percy Jackson & the Olympians: The Lightning Thief)
- 2011: How to Make It in America (Fernsehserie, 2 Folgen)
- 2012: Loosies
- 2015–2017: Sense8 (Fernsehserie, 5 Folgen)
- 2016: The Perfect Match
- 2017: Das ist erst der Anfang (Just Getting Started)
- 2018: Lake Placid: Legacy (Fernsehfilm)
- 2020: Bad Boys for Life
- 2020–2021: MacGyver (Fernsehserie, 2 Folgen)
- 2024: Bad Boys: Ride or Die
- 2024: Dexter: Original Sin (Fernsehserie, 1 Folge)
- 2025: The Last of Us (Fernsehserie, 1 Folge)

## Auszeichnungen
- 1997 Saturn Awards: Nominierung als Bester Nebendarsteller (Bound)
- 1997 Television Critics Association Awards: Nominierung für die individuelle Leistung (EZ Streets)
- 1997 Viewers for Quality Television: Nominierung als Bester Nebendarsteller in einer Fernsehserie (Kategorie: Drama) (EZ Streets)
- 2002 Screen Actors Guild Awards: Nominierung als beste Schauspielerensemble (Kategorie: Drama) (Die Sopranos)
- 2003 Primetime Emmy Awards: Bester Nebendarsteller in einer Fernsehserie (Kategorie: Drama) (Die Sopranos)
- 2003 Screen Actors Guild Awards: Nominierung als beste Schauspielerensemble (Kategorie: Drama) (Die Sopranos)